# Herbert Rice
Pour les articles homonymes, voir Rice.
Herbert Rice ou Herbert Henry Rice est un acteur américain, né le 21 janvier 1887 à East Greenwich (Rhode Island), mort le 17 juillet 1938 à Chicago (États-Unis).

## Filmographie

### Cinéma
- 1915 : Alice au pays des merveilles de W.W. Young : Lapin blanc
- 1916 : Blanche-Neige de J. Searle Dawley : Nain (non crédité)
- 1916 : The Rainbow Princess de J. Searle Dawley : Monsieur Paul

### Courts-métrages
- 1912 : His Dress Suit
- 1912 : Oh, You Baby!
- 1912 : Poor Finney
- 1912 : Rough on Rats
- 1912 : The Baby and the Cop
- 1912 : The Two Chefs
- 1912 : Wanted: A Husband
- 1913 : A Near-Tragedy
- 1913 : By Parcel Post
- 1913 : Her Mischievous Brother
- 1913 : His First Kodak
- 1913 : Mix-Up
- 1913 : Saw Wood
- 1913 : Their First Baby
- 1913 : Tom, Dick and Harry on the Job
- 1913 : Tom, Dick and Harry
- 1913 : Tracked to Florida
- 1914 : The Bully's Doom
- 1914 : The Circus and the Boy
- 1915 : The Lilliputians' Courtship